# Acción tipo Anson

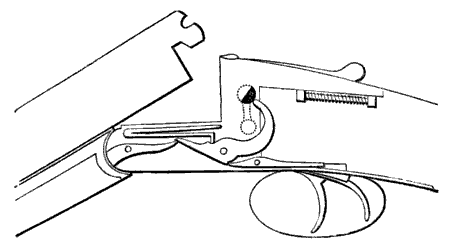
La acción tipo Anson, mostrada con la caja abierta, martillos armados y el seguro (sistema de bloqueo) montado.

La acción tipo Anson o acción boxlock es una acción sin martillos del tipo que se utiliza comúnmente en la mayoría de escopetas de dos cañones actuales, que data de 1875. Fue desarrollado por Anson y Deeley, basado en la anterior acción de Westley Richards. La acción Boxlock utiliza martillos escondidos con amartillado automático en una acción basculante. Aunque inicialmente fue poco apreciada y atrajo la oposición de la mayoría de los deportistas y fabricantes, la acción de boxlock se convirtió rápidamente en la forma dominante de acción de la escopeta de dos cañones.

## Descripción

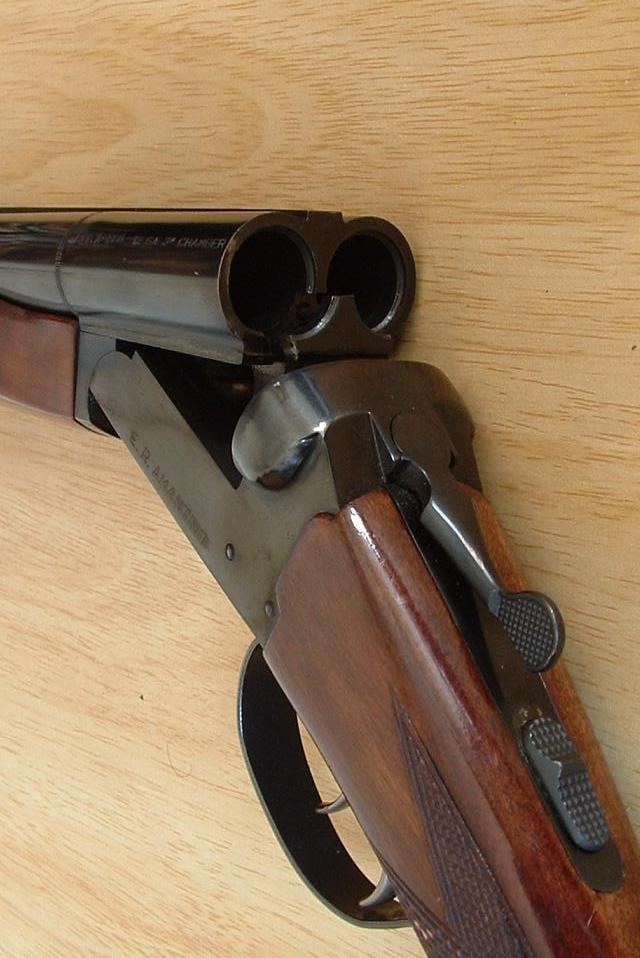
Acción tipo Anson de una típica escopeta de dos cañones, abierto y con el extractor visible. También pueden verse la palanca de apertura y el botón del seguro.

La cerradura de caja Anson fue el resultado de una larga evolución de las acciones sin martillos externos, creado por dos armeros, Anson y Deeley, que trabajaban para la empresa Westley-Richards el 1875. La contribución de Anson y Deeley fue un mecanismo de cierre simple y elegante, que proporcionó una acción sin martillos externos con menos piezas móviles que las armas con martillos externos disponibles en aquel momento. Esto permitía una acción robusta y simple que era más rápido de operar que las armas con martillos externos existentes. El modelo original, que se muestra arriba, utilizaba un problemático seguro que bloqueaba los martillos, puesto que, de forma aleatoria, era posible que el arma se disparase en el momento de sacar el seguro. Una mejora de 1882 incorporó un seguro de bloqueo del gatillo, que se activaba automáticamente cuando se armaban los martillos. Este tipo de seguro automático todavía prevalece en las modernas acciones boxlock.